# Vreemde zonden
De negen vreemde zonden zijn een voormalig concept uit de rooms-katholieke catechismus, pendant van de 'eigen zonden'. Het zijn manieren waarop men medeschuldig kan zijn aan zonden die door anderen worden bedreven.
1. Aanraden een zonde te doen
2. Anderen bevelen om te zondigen
3. Toestemmen in de zonde van anderen
4. Anderen tot zonde aanzetten
5. De zonde van anderen prijzen
6. Zwijgen als er gezondigd wordt
7. De zonde niet straffen als men daartoe de plicht heeft
8. Deelhebben aan gestolen goed
9. De zonde van anderen verdedigen

De Europese christelijke traditie leidde het begrip af uit de Vulgaat (Psalmen, 18:13-14), hoewel de term 'vreemde' een foute vertaling uit het Hebreeuws was: ab occultis meis munda me et ab alienis parce servo tuo (letterlijk: reinig mij van mijn verborgen zonden, en spaar uw dienaar voor vreemde zonden). In het compendium van de katholieke catechismus uit 2005 zijn de benaming en de onderverdeling dan ook niet meer aan te treffen. Vraag 399 stelt eenvoudig:
Bestaat er een verantwoordelijkheid van ons voor de zonden van anderen?
Deze verantwoordelijkheid bestaat, wanneer wij daar schuldig aan meewerken.
In het compendium wordt overigens wel gerefereerd aan nummer 1869 in de Catechismus van de Katholieke Kerk en waarin een uitgebreide versie staat over de vreemde zonden. De vreemde zonden worden opgesomd in nummer 1868 van dezelfde Catechismus.
Luther had de fout opgemerkt, maar hij vond het concept fremde Sünde terug in een andere bijbelpassage (1 Tim., 5:22) en gebruikte het om te verdedigen dat het zondig was voor christenen om joden in hun midden te tolereren.

## Voetnoten
1. ↑  Anselm Schubert, "Fremde Sünde. Zur Theologie von Luthers späten Judenschriften", in: D. Korsch en V. Leppin (reds.), Martin Luther. Biographie und Theologie, 2010, p. 251–70